# Přestupové hnutí
Přestupové hnutí je masovější konverze od jednoho náboženského vyznání k jinému. V českých zemích se odehrávalo především v prvních dvou desetiletích 20. století.

## Přestupové hnutí v českých zemích
V českých zemích započalo velmi malé přestupové hnutí po vyhlášení tolerančního patentu (1781). Podle něj byla tolerována vedle římskokatolické církve trpěna další vyznání – augsburské (luterské), helvetské a řeckopravoslavné (tzv. nesjednocení Řekové).
Větší ohlas našlo mezi německy hovořícím obyvatelstvem hnutí Pryč od Říma!, které vzniklo počátkem 20. století. (Proti tomuto hnutí, jako nejradikálnějšímu německému projevu, se negativně vymezoval T. G. Masaryk.)
Po vzniku Československa došlo k výraznému přestupovému hnutí, odklonu od římskokatolické církve, u českého obyvatelstva. Zatímco v roce 1910 bylo přes 90 % Čechů a Moravanů římskokatolického vyznání, v roce 1920 se jednalo v Čechách o 70,92 % a na Moravě o 89,7 %. U německého obyvatelstva nepřesahoval tento pokles jedno procento.
Nejednalo se pouze o reakci na hnutí Pryč od Říma! a na Katolickou modernu se snahou vytvořit národní katolickou církev v duchu modernismu. Od roku 1919 se od římskokatolické církve začala odštěpovat Církev československá a následně proběhla pravoslavná krize.  Hlavní fáze realizace hnutí probíhala především v první dekádě po založení Československa, což ukazuje, že hnutí bylo také projevem vlasteneckých a politických dobových nálad. Katolicismus byl do určité míry vnímán jako podpůrný pilíř rakouského císařství, do předbělohorské doby byly projektovány národní ideály. Souvisejícím dobovým projevem bylo přejímání historizujících názvů některými menšími církvemi, např. Jednota českobratrská (dnešní Církev bratrská) či Bratrská jednota Chelčického (baptisté). 
Od katolické církve takto odcházeli věřící i do Českobratrské církve evangelické, jejichž několik sborů vzniklo právě v tomto přestupovém hnutí. Tyto sbory si s sebou nesly silný důraz národní, akcent na Jana Husa, Jana Amosa Komenského a další církevní autority.

## Přestupové hnutí obecně
V obecnější rovině se přestupovým hnutím dá nazvat jakákoli masovější konverze od jednoho vyznání k jinému. Rozdělení existující náboženské společnosti na dvě odporující si skupiny se nazývá schisma.